# Der veruntreute Himmel
Der veruntreute Himmel ist ein deutsches Filmdrama von Ernst Marischka, das auf dem gleichnamigen Roman von Franz Werfel beruht. Der Film zeigt die Volksschauspielerin Annie Rosar in einer ihrer wenigen ernsten Rollen. Die weiteren Hauptrollen sind mit Hans Holt, Victor de Kowa, Vilma Degischer und Kai Fischer besetzt. 
Die Uraufführung des Films fand am 2. Oktober 1958 im Capitol in Köln statt.

## Handlung
Der Film beginnt mit einer Beerdigung: Die aus Böhmen stammende Köchin Teta Linek hat bei ihrer Pilgerfahrt nach Rom den Tod gefunden und wird nun auf dem Friedhof Campo Santo Teutonico beigesetzt. In einer Rückblende wird geschildert, wie es dazu kam:
Für Teta Linek ist das Leben auf Erden nur eine mehr oder weniger lange Vorbereitung auf das ewige Leben. Sie setzt alles daran, dass ihr der Wunsch auf einen guten Platz im Himmel einmal erfüllt werde. Als gottgeweihten Mittler für die Ewigkeit hat sie ihren einzigen Neffen Mojmir auserkoren. Nachdem sie ihm eine gute Schulausbildung finanziert hat, zahlt sie auch noch die Kosten für das Priesterseminar und übernimmt die ständig steigenden Beträge für die persönlichen Bedürfnisse des jungen Mannes. Sie legt dabei keinen großen Wert darauf, persönlichen Kontakt mit ihm zu halten, sondern gibt sich mit einem regen Briefaustausch zufrieden. Um sich den Himmel zu sichern, bezahlt sie seine Rechnungen und begleicht immer wieder seine Schulden. Sie selbst lebt dabei äußerst bescheiden und spart sich das Geld für Mojmir buchständlich vom Munde ab.
Viele Jahre vergehen, bis Teta von ihrem Neffen hört, er sei jetzt zum Priester geweiht worden und werde die Pfarrei von Hustopec übernehmen. Nun entschließt sie sich, zu ihm zu ziehen, und kündigt ihre Stelle als Haushälterin. Gleich nach ihrer Ankunft merkt sie, dass ihr Neffe sie über Jahrzehnte hinweg betrogen hat.
Um ihren Seelenfrieden wiederzuerlangen, nimmt Teta Linek an einer Pilgerfahrt nach Rom teil. Während der Reise freundet sie sich mit dem jungen Kaplan Seydel an und erzählt ihm ihre Lebensgeschichte. Dabei bekennt sie sich dazu, dass ihr berechnendes Handeln eine Sünde gewesen sei.
Die Pilgerreise findet in einer Generalaudienz im Petersdom ihren Höhepunkt. Als der Papst auf der Sedia gestatoria an Teta Linek vorbeigetragen wird, kniet sie vor ihm nieder. Dabei erleidet die alte Frau einen Schlaganfall, sodass sie in das Krankenhaus auf der Tiberinsel eingeliefert werden muss. Sie liegt bereits im Sterben, als ein Kardinal ihr Krankenzimmer betritt und ihr mitteilt, dass der Heilige Vater von ihrem Leiden Kenntnis erlangt habe und für sie bete. Mit Gott versöhnt schließt Teta Linek ihre Augen für immer.

## Produktionsgeschichte
Der von einer Münchner Firma mit weitgehend österreichischer Besetzung hergestellte Film wurde im Zeitraum Juni bis Juli 1958 in Wien in den Rosenhügel-Filmstudios gedreht. Die Außenaufnahmen entstanden in Wien, Altaussee, Rom und in der Vatikanstadt. Er enthält auch reale Aufnahmen aus dem Petersdom von einer der letzten Generalaudienzen von Papst Pius XII., in der er eine Pilgergruppe aus Österreich persönlich begrüßt und eine Ansprache in deutscher Sprache an sie richtet. Die Filmbauten stammen von Heinz Ockermüller.

## Rezeption

### Veröffentlichung
In Österreich wurde der Film im November 1958 veröffentlicht. Im darauffolgenden Jahr war er in den Niederlanden, den Vereinigten Staaten, in Spanien (Madrid) und in Schweden zu sehen. 1961 wurde er in Mexiko und Dänemark veröffentlicht.  Zudem war er zu sehen in Brasilien, Frankreich, Italien und Portugal. Der englische Titel lautet Embezzled Heaven.

### Kritik
„Die Tiefe des feinsinnigen religiösen Romans von Franz Werfel kommt in dieser volkstümlichen Verfilmung nur bruchstückhaft zum Ausdruck; das Thema selbst, die Unsinnigkeit von Erlösungsversuchen aus eigener Initiative, und die bewegende Darstellung der Hauptfigur machen den Film dennoch bemerkenswert.“

„Prädikat ‚Wertvoll’“

### Fernsehfassungen
Am 15. Februar 1958 zeigte der ORF eine Fernsehversion nach der Bühnenfassung von Ladislaus Bus-Fekete und Mary Helen Fay (Maria Fagyas) in einer Fernsehbearbeitung von Helmut Schwarz. Unter der Regie von Theodor Grädler spielte Annie Rosar ebenfalls die Hauptrolle.  Ernst Meister spielte den verständnisvollen Pfarrer Janku und Heinz Czeike (als Kind) sowie Harry Fuss (als Erwachsener) den betrügerischen Neffen. Weitere Mitwirkende waren unter anderem Hilde Rom und Alfred Böhm, Marianne Gerzner, Hermann Thimig und Oskar Wegrostek.
1990 wurde der Roman von Ottokar Runze erneut verfilmt, mit Elisabeth Epp, Paulus Manker, Gertraud Jesserer und Peter Simonischek.

### Hörspielfassungen
In den 1950er Jahren sind in der Bundesrepublik Deutschland auch zwei Hörspiele entstanden, die auf der Vorlage von Franz Werfels Roman  basieren.
- 1951: Der veruntreute Himmel – Regie: Alois Garg, mit Hilde Engel, Else Brückner, Anette Roland (SWF)
- 1957: Der veruntreute Himmel – Regie: Heinz-Günter Stamm, mit Mila Kopp, Kurt Meisel, Dietmar Schönherr (BR)